# Menchu Gal
Menchu Gal (Irun, 7 gennaio 1918 – Irun, 12 marzo 2008) è stata una pittrice spagnola.
Rappresentante dell'avanguardia del XX secolo.
Venne scelta in tre diverse occasioni per rappresentare la Spagna alla Biennale di Venezia (1940, 1950, 1956).  Ha tenuto esposizioni personali ed ha ricevuto numerosi premi. Sue opere si trovano nel Museo Reina Sofia di Madrid. È inoltre prevista l'esposizione di sue opere ad Irún nel nuovo "Museo Menchu Gal dei pittori del Bidasoa".
Si recò a Parigi per vivere l'esplosione rinnovatrice degli inizi degli anni trenta. Una volta ritornata nella capitale spagnola, entrò a far parte della "scuola di Madrid" ed ricevette incoraggiamento da maestri come Benjamín Palencia.
La sua pittura è stata lontana dal realismo con il colore che domina lo spazio, partendo dal verde, dal rosso e dall'azzurro. Paesaggi, nature morte e ritratti sono stati i suoi soggetti preferiti.
È stata premiata nel 1959 con il "Premio nazionale di pittura", prima donna del suo paese ad ottenere tale riconoscimento.